# アンテリーヴォ
アンテリーヴォ（伊: Anterivo ; 独: Altrei アルトライ）は、イタリア共和国トレンティーノ＝アルト・アディジェ州ボルツァーノ自治県にある、人口約400人の基礎自治体（コムーネ）。

## 地理

### 位置・広がり

#### 隣接コムーネ
隣接するコムーネは以下の通り。括弧内のTNはトレント自治県所属を示す。
- カプリアーナ (TN)
- カステッロ＝モリーナ・ディ・フィエンメ (TN)
- トローデナ・ネル・パルコ・ナトゥラーレ
- ヴァルフロリアーナ (TN)
- ヴィッレ・ディ・フィエンメ (カラーノ) (TN)

## 住民

### 言語
| 言語集団調査（2011年） | 言語集団調査（2011年） | 言語集団調査（2011年） | 言語集団調査（2011年） | 言語集団調査（2011年） |
| ---------------------- | ---------------------- | ---------------------- | ---------------------- | ---------------------- |
|                        |                        |                        |                        |                        |
| ドイツ語               | ドイツ語               |                        | 87.80%                 | 87.80%                 |
| イタリア語             | イタリア語             |                        | 12.20%                 | 12.20%                 |
| ラディン語             | ラディン語             |                        | 0.00%                  | 0.00%                  |

2011年に行われた、住民がドイツ語・イタリア語・ラディン語のいずれの「言語集団」に属するかの調査によれば（ボルツァーノ自治県#言語集団調査参照）、住民の約88%がドイツ語話者、約12%がイタリア語話者である。